# Tschajky (Obuchiw)
Tschajky (ukrainisch Чайки; russisch Чайки Tschaiki) ist ein Dorf im Süden der ukrainischen Oblast Kiew mit etwa 380 Einwohnern (2001).

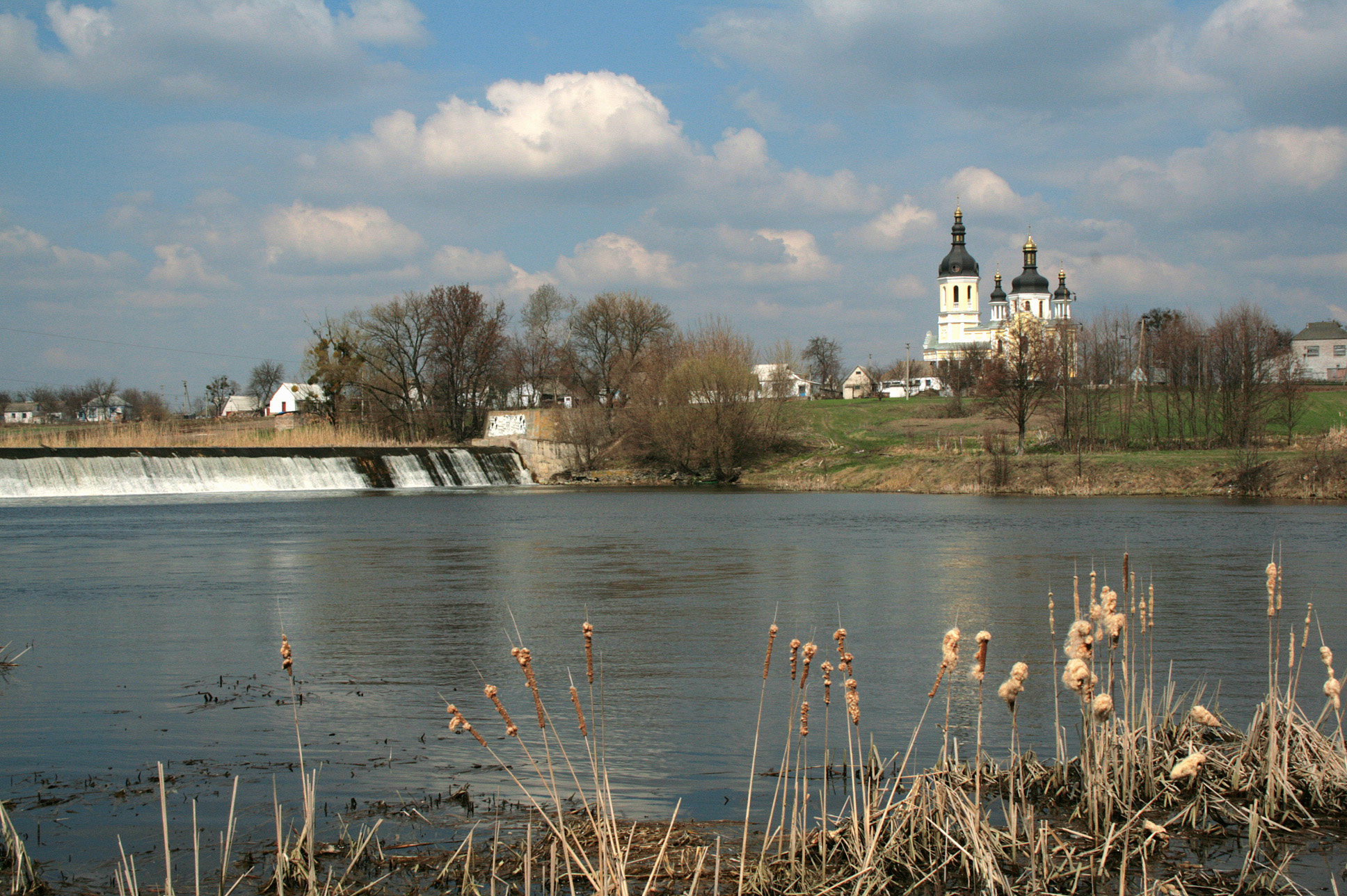
Tschajky am Ros

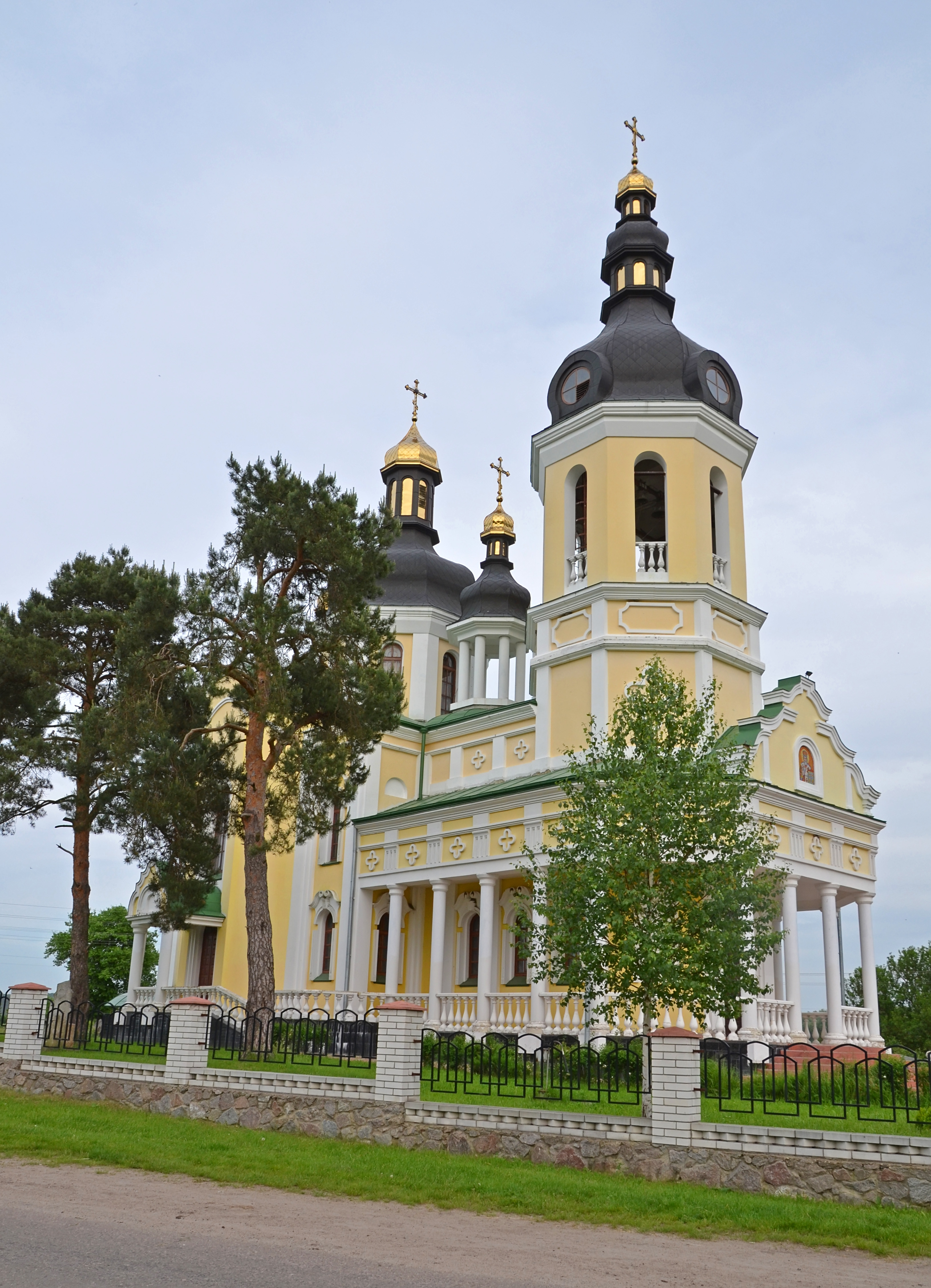
Sankt-Nikolaus-Kirche

Tschajky liegt auf einer Höhe von 137 m am Ufer der Ros, einem 346 km langen Nebenfluss des Dnepr. Es liegt 5 km südwestlich vom ehemaligen Gemeindezentrum Myssajliwka, 10 km westlich vom ehemaligen Rajonzentrum Bohuslaw und 120 km südlich vom Oblastzentrum Kiew.
Im Dorf befindet sich die Sankt-Nikolaus-Kirche. Sie steht an Stelle einer von Kosaken erbauten Holzkirche aus dem Jahr 1758 (eine weitere Quelle nennt das Jahr 1558). Der Vorgängerbau wurde im frühen 20. Jahrhundert von den Bolschewiki zerstört und an dessen Stelle 2002 eine in ukrainischem Neobarockstil erbaute Kirche geweiht.
Am 12. Juni 2020 wurde das Dorf ein Teil der neugegründeten Stadtgemeinde Bohuslaw, bis dahin war es ein Teil der Landratsgemeinde Myssajliwka im Norden des Rajons Bohuslaw.
Am 17. Juli 2020 kam es im Zuge einer großen Rajonsreform zum Anschluss des Rajonsgebietes an den Rajon Obuchiw.